# Филип Йозеф фон Залм-Кирбург
Филип Йозеф фон Залм-Кирбург (на немски: Philipp Joseph von Salm-Kyrburg; * 21 юли 1709; † 7 юни 1779, Париж) е 2. княз на Залм-Кирбург (1743 – 1779), княз на Ахауз и Бохолт, граф на Ренеберг и вилд- и рейнграф.

## Произход
Той е вторият син на вилд- и рейнграф Хайнрих Габриел Йозеф фон Даун-Лойце-Кирбург (1674 – 1716, Нюрнберг) и съпругата му Мари Терез дьо Крой/Кроа, баронеса дьо Фай († 18 юни 1713), дъщеря на Филип Франсоа дьо Крой, маркиз на Варнек и първата му съпруга Клодине Франсоаз де Ла Пиере ду Фай. Внук е на Карл Флорентин цу Залм вилд- и рейнграф цу Ньофвил († 1676). Брат е на неженения Йохан XI Доминик Алберт фон Залм-Кирбург, 1. княз на Залм-Кирбург (* 26 юли 1708; † 2 юни 1778).

## Фамилия
Филип Йозеф фон Залм-Кирбург се жени на 12 август 1742 г. в Исше за принцеса Мария Тереза Йозефа фон Хорн (* 19 октомври 1725, Брюксел; † 19 юни 1783, Париж), дъщеря на княз Максимилиан Емануел де Хорнес (1695 – 1763) и леди Мари Терез Шарлота де ла Пиере ду Фай де Бусиес, баронеса ван Мелсброек (1704 – 1736). Те имат десет деца:
- Мария Максимилиена Луиза Емануела Франциска София фон Залм-Кирбург (* 19 май 1744; † 13 юли 1790), омъжена на 20 юни 1763 г. в Париж за херцог Жан-Бретан Шарл Годефроад де Ла Тремойл (* 4 февруари 1737, Париж; † 15 май 1792, Ница)
- Фридрих III Йохан Ото Франц Кристиан Филип фон Залм-Кирбург (* 13/19 май 1744/1745, в дворец Руйф близо до Хенри-Шапел, Белгия; † 25 юли 1794, гилотиран в Париж), 3. княз, женен на 29 ноември 1781 г. в Страсбург за принцеса Йохана Франциска фон Хоенцолерн-Зигмаринген (* 5 май 1765 в Зигмаринген; † 23 август 1790 в дворец Кирн
- Августа Фридерика Вилхелмина фон Залм-Кирбург (* 13 септември 1747), омъжена на 17 февруари 1764 г. за херцог Ан Емануел Фердинанд Франсоа дьо Крой (* 10 ноември 1743, Париж;; † 15 декември 1803)
- Карл Август фон Залм-Кирбург (* 4 юни 1750; † 2 август 1750)
- Лудвиг Йозеф Фердинанд фон Залм-Кирбург (* 17 ноември 1753; † 18 август 1774))
- Мария Луиза Йозефа Фердинанда Маргарета фон Залм-Кирбург (* 18 ноември 1753)
- Елизабет Клодина фон Залм-Кирбург (* 9 януари 1756; † 26 април 1757)
- Амалия Цефирина фон Залм-Кирбург (* 6 март 1760 в Париж; † 17 октомври 1841 в Зигмаринген, Долния дворец), годеж 1781 г., омъжена на 13 август 1782 г. в дворец Даун, Кирн/Нае за княз Антон Алойс фон Хоенцолерн-Зигмаринген (1762 – 1831), брат на снаха ѝ Йохана Франциска фон Хоенцолерн-Зигмаринген
- Карл Алберт Хайнрих фон Залм-Кирбург (* 7 март 1761; † 9 юни 1761)
- Мориц Густав Адолф фон Залм-Кирбург (* 29 септември 1761; † 17 февруари 1813), женен на 12 април 1782 г. за графиня Кристиана Мария Луиза фон Вартенберг (* 5 август 1758; † 5 септември 1821)